# Роутелові
Роутелові (Mesitornithidae) — родина птахів, єдина у ряді Mesitornithiformes. Включає три види.

## Поширення
Всі види роутелових є ендеміками Мадагаскару.

## Опис
Тіло до 30 см завдовжки. Оперення темне. Крила короткі, заокруглені. Дзьоб подовжений, звужується до кінця і трішки зігнутий донизу. Ноги відносно короткі, з довгими пальцями; добре розвинений задній палець. Хвіст довгий і широкий, заокруглений. Контурні пера без побічних стрижнів. Є 5 пудреток. Першорядних махових 10, рульових 16.

## Спосіб життя
Живуть в саванах (монія) або лісах (роутело). Годуються на землі. Поїдають різних наземних безхребетних. Добре бігають. Літають мало і неохоче. Переважно, моногамні, але у монії з одним самцем іноді тримаються 2-3 самки. Гніздо будується на землі або в розвилці гілок низьких кущів. У кладці 2-3 плямистих яєць. Пташенята вилуплюються покриті чорним або буро-коричневим пухом; незабаром після вилуплення залишають гніздо. Буває 2 кладки в рік.

## Види
- Рід Роутело (Mesitornis )
  - Роутело бурий (Mesitornis unicolor)
  - Роутело білогрудий (Mesitornis variegata)
- Рід Монія (Monias)
  - Монія (Monias benschi )